# Vrouwenkorps KNIL

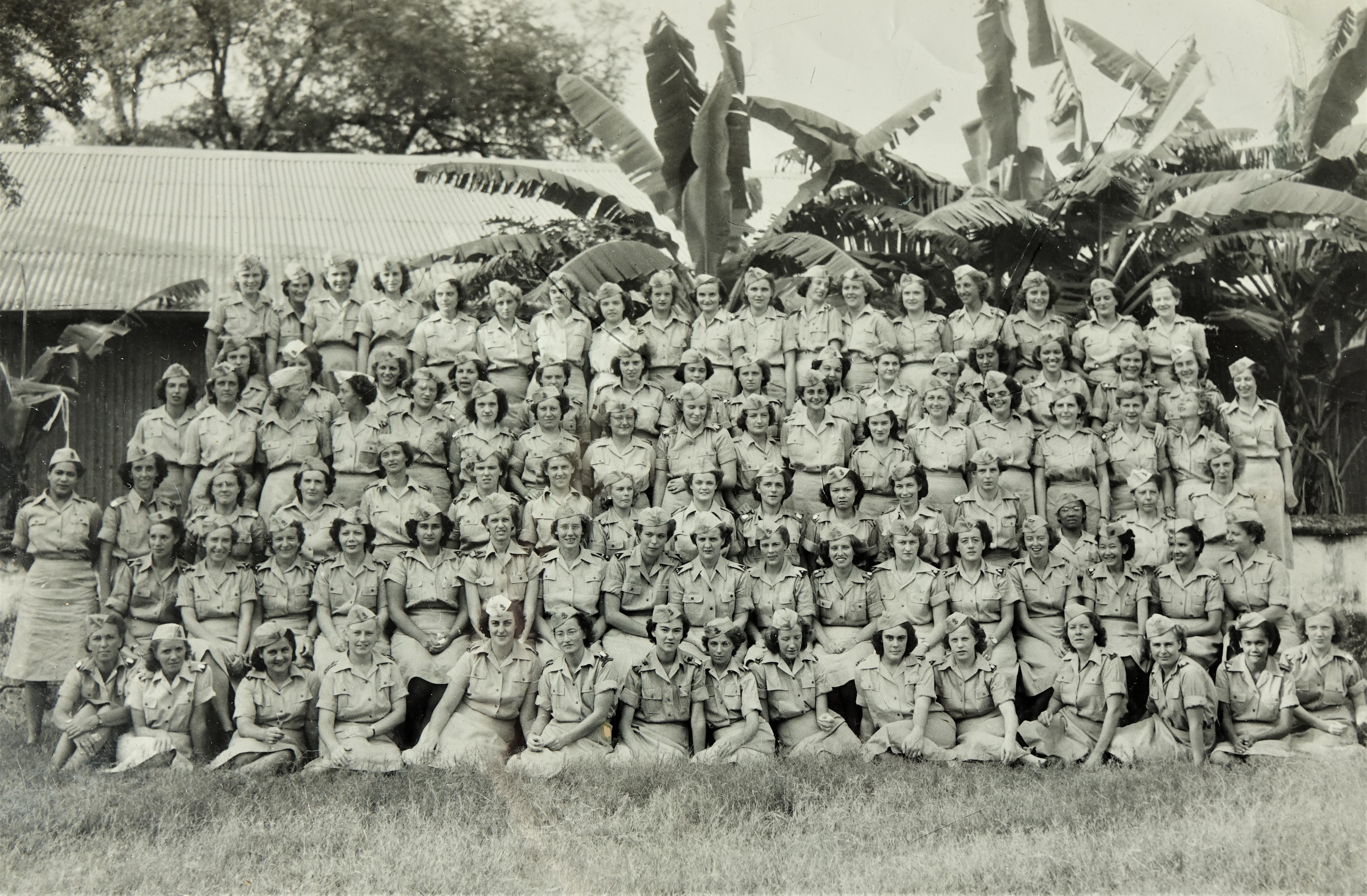
V.K. KNIL rekruten te Bandoeng, 1949

Het Vrouwenkorps KNIL, VK-KNIL, was een Nederlands-Indisch vrouwenkorps dat bestond uit oorlogsvrijwilligsters. Het werd opgericht tijdens de Tweede Wereldoorlog op 5 maart 1944 te Melbourne en ontbonden bij de opheffing van het Koninklijk Nederlandsch-Indisch Leger (KNIL) op 26 juli 1950.

## Geschiedenis
In augustus 1943 verzocht de Nederland-Indische Commissie voor Australië en Nieuw-Zeeland in een brief aan de minister van Koloniën met het verzoek informatie op te sturen over het in Engeland op te richten vrouwen-hulpkorps. In oktober 1943 stuurde de heer N.S. Blom, lid van de raad van Bijstand voor Nederlands-Indische zaken, alle stukken betreffende de organisatie van het vrouwen-hulpkorps op naar de commissie te Melbourne. 
Op 20 december 1943 gaf de Nederlandse minister van Oorlog, Van Lidth de Jeude, in Engeland de zogenaamde 'Hulpkorpsbeschikking' uit waarbij het eerste Nederlandse vrouwenkorps tot stand kwam dat de militaire status kreeg. Hiermee werd het mogelijk vrouwen in militair verband in te zetten. Het korps kreeg de naam (Vrijwillig) Vrouwen Hulpkorps (VHK) en maakte deel uit van de Koninklijke Landmacht (KL). De eerste verbandakte werd op 25 april 1944 getekend en daarom geldt deze datum officieel als de datum van intrede van de vrouw binnen de Koninklijke Landmacht. De eerste commandant van het VHK werd majoor C.E. Smit-Dyserinck.
Op 5 maart 1944 werd door regering van Nederlands-Indië in ballingschap te Melbourne het Vrouwenkorps KNIL (VK-KNIL) een overeenkomstige militaire vrouwenafdeling bij het KNIL opgericht. Dat was hiermee het eerste vrouwenkorps binnen het Koninkrijk der Nederlanden. Aanvankelijk bestond deze afdeling van het KNIL uit vrouwen uit welgestelde families die een band hadden met Nederlands-Indië, uit de reeds in 1944 bevrijde gebieden in Nederland, en uit verschillende landen buiten het bezette Europa, zoals West-Indië, Canada, de Verenigde Staten, Engeland, Argentinië, Cuba en Australië. De eerste VK officieren waren "kommandante" eerste luitenant J.M. Meerburg, tweede luitenant C.A. Smit en tweede luitenant J.C. Persoon.  
Mevrouw Blom-Gelderman, rekruteringsofficier in New York: "Het VK is opgericht met het oog op "Island hopping". Men dacht dus dat Indie per eiland veroverd zou  moeten worden en dat de troepen naar zo'n eiland moesten. En waar troepen zijn, daar heb je sekretaresses, medisch analystes, apothekers en doktoren nodig. En die werden toen veelal uit het VK gerekruteerd, dat was de opzet." 
Na de Tweede Wereldoorlog werden in Nederland via krantenadvertenties door het Departement van Oorlog (voorloper van het ministerie van Defensie) vrijwilligsters gevraagd zich aan te melden om toe te treden tot het VK-KNIL. Zij hadden veelal een goede opleiding genoten en werden ingezet voor aanvullende taken als apotheker(sassistent), secretaresse, verpleegster of voor werkzaamheden in de gaarkeukens en kantines. Vanaf 1946 konden zij ook tewerkgesteld worden in administratieve werkzaamheden, zoals bij de inlichtingendienst en bij de verbindingsdienst.
Tot aan de opheffing van het KNIL, dienden in totaal rond de 1000 vrouwen bij het korps, met een contractduur van 6 maanden tot 3 jaar. De VK-sters ontvingen een militaire training van enkele weken tot enkele maanden. Het vrouwenkorps was non-combattant. In de eerste jaren na oprichting ontvingen rekruten wel wapenonderricht, maar over het algemeen waren VK vrouwen ongewapend.

## 1944 - 1946
Vanaf april 1944 werden VK vrouwen ingezet op Hollandia, Nieuw Guinea. Het voornamelijk medische personeel werd ingezet om hulp te brengen aan de bevolking. In september 1945 vertrokken de eerste VK-sters per vliegtuig vanuit Australië naar Java en Sumatra om daar voor het kantoor 'Displaced Persons' (KDP) en de 'Recovery Allied Prisoners of War and Internees' (RAPWI) te gaan werken als 'welfare officers'. Het doel was om zoveel mogelijk mensen te registreren en te herenigen met hun familie. 
In oktober 1945 vertrok uit Nederland een groep van 180 VK-sters met als bestemming Java. De commandant van Java, de Britse luitenant-generaal P. Christison had in verband met de onrustige politieke situatie op Java verboden, dat Nederlandse militairen op Java zouden landen. De VK-sters werden gedwongen op Malakka te debarkeren. Deze "Penang-groep" werd tot februari 1946 in ziekenhuizen in Penang en Kuala Lumpur te werk gesteld. Na deze "Penang-groep" zijn tot juli/juni 1947 geen VK-sters meer uit Nederland naar de Oost gezonden. Er werd wel lokaal gerekruteerd, het korps werd uitgebreid met enkele tientallen Indische parachutevouwsters. 
De VK-sters waren getraind om te assisteren bij de bevrijding, ze waren niet goed voorbereid op een oorlogssituatie. Tijdens de Bersiap periode zijn een aantal VK vrouwen korte tijd gevangen genomen. alvorens zij bevrijd werden door Engelse troepen. Er zijn geen VK-sters omgekomen in gevechtssituaties. 
Oorspronkelijk was het de bedoeling dat de VK vrouwen tot maximaal 6 maanden na de bevrijding van Indië in dienst zouden blijven. Het VK zou op 6 april 1946 worden opgeheven, maar in februari van dat jaar werd besloten het korps toch te behouden vanwege het grote personeelstekort.  

## 1947-1950
In de tweede periode van het Vrouwenkorps kwamen de rekruten grotendeels uit Nederland. Waar de nadruk in de eerste periode lag op medisch personeel, werden VK-sters vanaf 1947 met name ingezet voor administratief werk. Het korps had nu ook een kapitein: mevrouw C.A. Smit. 
VK-vrouwen waren voornamelijk in de grotere steden gelegerd. De kazerne op Laan Holle in Batavia, het voormalige Ursulinenklooster, fungeerde als het hoofdkwartier van het VK. Militaire training van overzeese rekruten vond plaats in het hoger gelegen Bandoeng. VK-sters waren betrekkelijk veilig, ze hadden met gevechtssituaties over het algemeen weinig te maken. Velen van hen hadden een druk sociaal leven. Een enquete afgenomen tijdens een reunie in 1994 onder 68 VK veteranen wees uit dat zeker de helft van de vrouwen langdurige relaties opdeed, waar zij ook mee trouwden.
In december 1949 werd de Soevereiniteitsoverdracht getekend. Vanaf dat moment was repatriering van KNIL personeel en hun gezinnen prioriteit. De meeste VK-sters werden in de loop van 1950 gerepatrieerd naar Nederland. Bij aankomst werden zij per direct ontslagen uit het KNIL, dat op 26 juli 1950 is opgeheven.  